# محمد مسلم
محمد عبد الرحمن مسلم (مواليد 1988 في حلب) مهندس ميكانيك وسياسي سوري شغل منصب وزير الإدارة المحلية والبيئة في حكومة محمد البشير من 21 كانون الأول 2024 وذلك بعد سقوط نظام الأسد إلى 29 آذار 2025.
قبل ذلك شغل منصب وزير الإدارة المحلية والخدمات في حكومة الإنقاذ السورية من 28 فبراير 2024 وحتى انتقاله إلى الحكومة السورية، وأسهم في تأسيس وإدارة المجالس المحلية في إدلب.
عمل رئيسا للمجلس المحلي في معرة النعمان بين عامي 2013 و2015، ثم تم تعيينه مديرا لدائرة الخدمات الفنية في المحافظة، وأشرف على تنفيذ مشاريع إعادة الإعمار وتقديم الخدمات الأساسية.
شغل منصب نائب وزير الإدارة المحلية والخدمات في حكومة الإنقاذ السورية، واستمر في منصبه حتى تكليفه بحقيبة وزارة الإدارة المحلية والخدمات في حكومة تصريف الأعمال السورية أواخر عام 2024.